# Урвачёв, Сергей Матвеевич
Сергей Матвеевич Урвачёв (1893—1973) — русский  и югославский  военный, позже — художник.

## Биография
Родился 12 октября 1893 года в Москве в семье чиновника.

Выпускник московской Военной академии,
 был преподавателем военного училища, где его в 1914 году застала мобилизация. 1 октября 1914 года был назначен пехотным подпоручиком и направлен в качестве командира взвода в один из московских полков.
Участник Первой мировой войны — отпросился на фронт и был зачислен в дивизию генерала Н. А. Лохвицкого, которая находилась во Франции, в составе Экспедиционного корпуса Русской армии во Франции. Урвачева вскоре направили на авиационные курсы. Входил в состав Русского Легиона Чести.
В конце войны, после подписания Брест-Литовского мира, Урвачёв был среди тех, кто выдвинул идею всем российским авиаторам, оказавшимся в 1918 году во Франции, вступить добровольцами в Сербскую армию и отправиться на Салоникский фронт. Эти русские летчики были приписаны к Первой сербской эскадрилье в Вертекопе и принимали участие в воздушных боях. После завершения операций на этом фронте, летчики подали в отставку и отбыли в Добровольческую армию.
Оказавшись в 1920 году в Сербии, шесть лет состоял инструктором полетов при новисадской авиационной школе, а с 1926 года, приняв югославское гражданство, служил в Военно-воздушных силах Королевства СХС и выполнял испытательные полеты, дослужившись впоследствии до чина подполковника. Урвачёву в Нови Саде был выделен участок земли, на котором он отстроил дом и жил с супругой.
Занимался живописью, писал маслом и акварелью пейзажи, портреты и сцены воздушных боев Первой мировой войны. Его работы хранятся в Музее авиации в Белграде (при аэропорте Сурчин), а также в частных собраниях Сплита, Белграда и Нови-Сада.
Умер 21 марта 1973 года в Сплите, Югославия. Похоронен в склепе Петроварадинского военного кладбища в Нови-Саде.

## Награды
- Имел награды Российской империи и Югославии.